# プラダル・セレイ

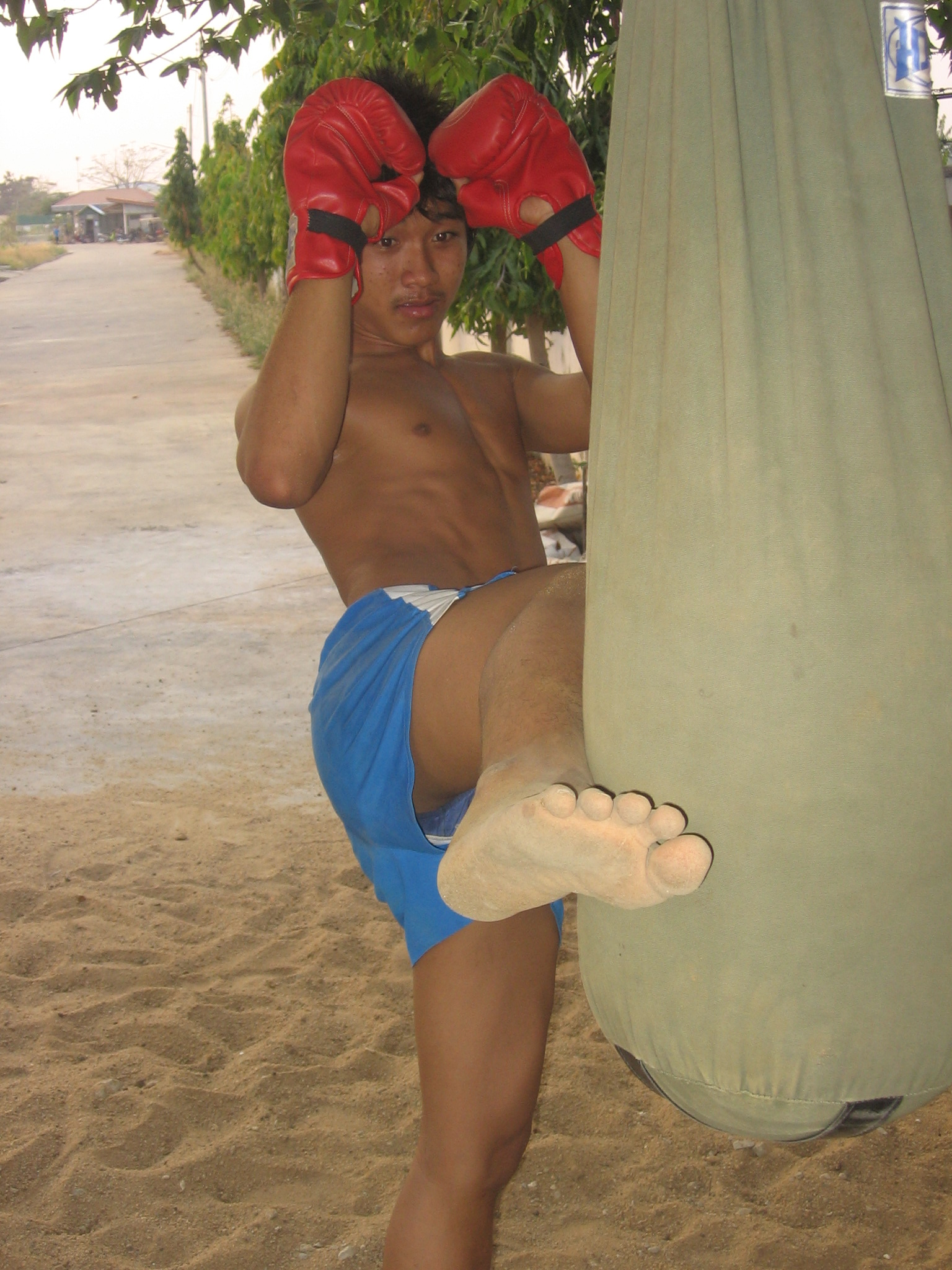
プラダル・セレイの選手

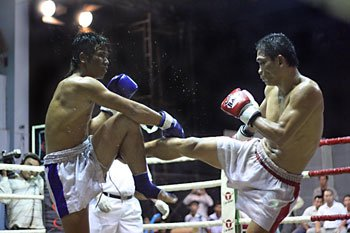
プラダル・セレイの格闘

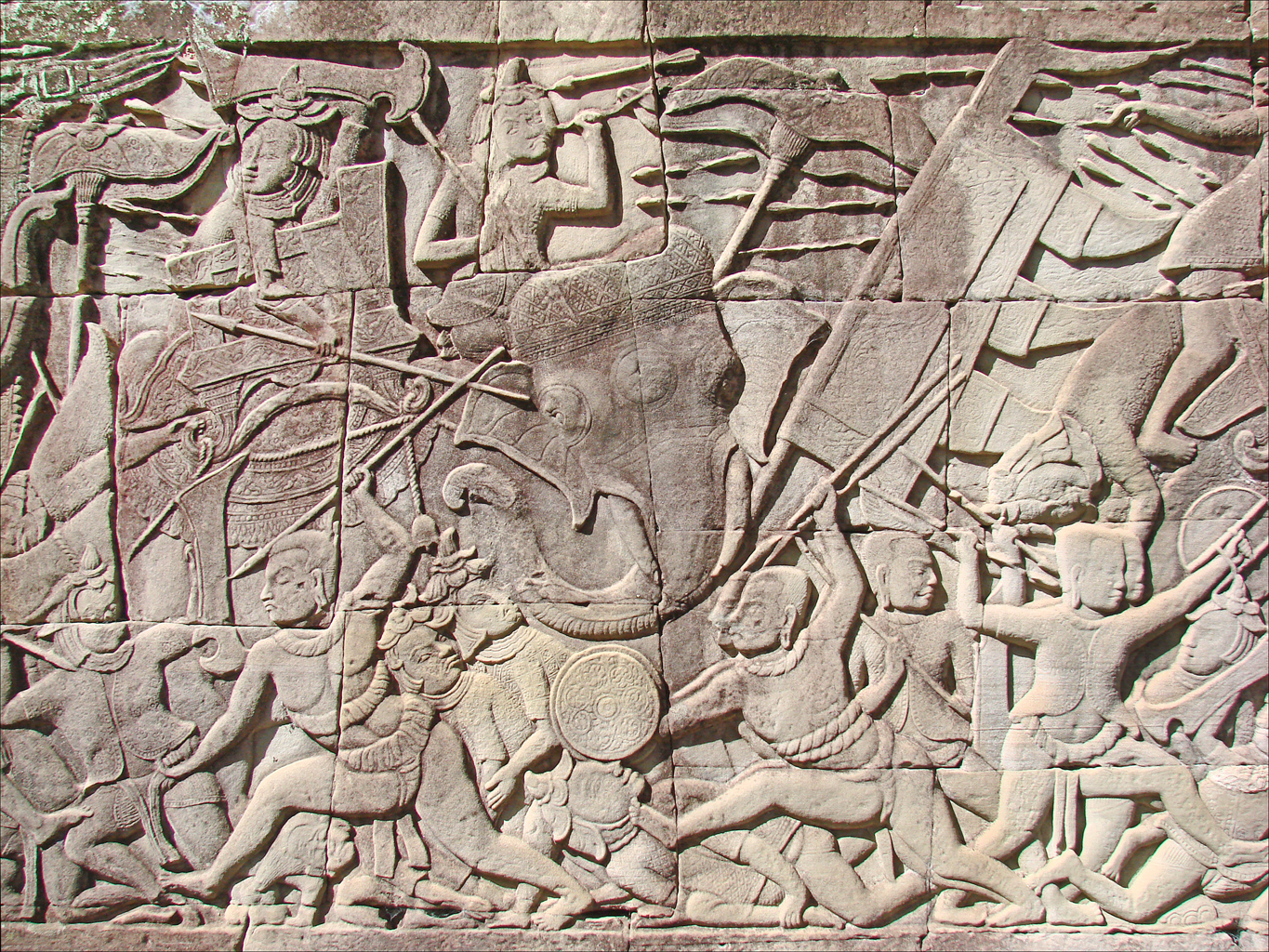
アンコールの戦闘を描いたレリーフ

プラダル・セレイ (クメール語: ប្រដាល់សេរី、Pradal Serey)またはクン・クメール(クメール語: គុនខ្មែរ、Kun Khmer) とは、カンボジアの格闘技の一種。タイのムエタイやミャンマーのラウェイと同じく立ち技の格闘技である。

## 歴史
12世紀頃から、カンボジアでは周辺諸国の脅威への対抗手段として、武器を用いない格闘技が存在していたとされ、長い歴史を持っている。
カンボジアがフランスの保護国であった時代に、フランスからの入植者によって、ラウンド制、四角いリング、ボクシンググローブの採用、残虐性の排除などのルール整備が行われ、近代プラダル・セレイの形式が創りあげられた。
ポル・ポトを指導者とするクメール・ルージュによる恐怖政治が行われていた1970年代にはプラダル・セレイは禁止され、選手たちは共産主義社会建設のために強制労働に従事したり、処刑された者も多数いるとされている。しかし、プラダル・セレイはポル・ポト政権崩壊後に復活し、現在に至る。

## 概要
トーナメント大会がテレビ中継されており、カンボジア国内では人気が高い格闘技である。また、タイのムエタイと同様、賭けの対象である。

## 選手の実態
多くの選手は貧困からの脱出を目指したり、家族をファイトマネーで養うために試合をしている。現代のカンボジアでは、ルーキーのファイトマネーは一試合につき約25ドルほどである。それ以外に観衆が酒や現金を選手に与えることもある。ベテラン選手は一試合につき約75ドルを稼ぐ。スポンサーがついたり、テレビ中継されるほど知名度の高い選手の場合、ファイトマネーは大幅に上昇する。

## 試合形式とルール

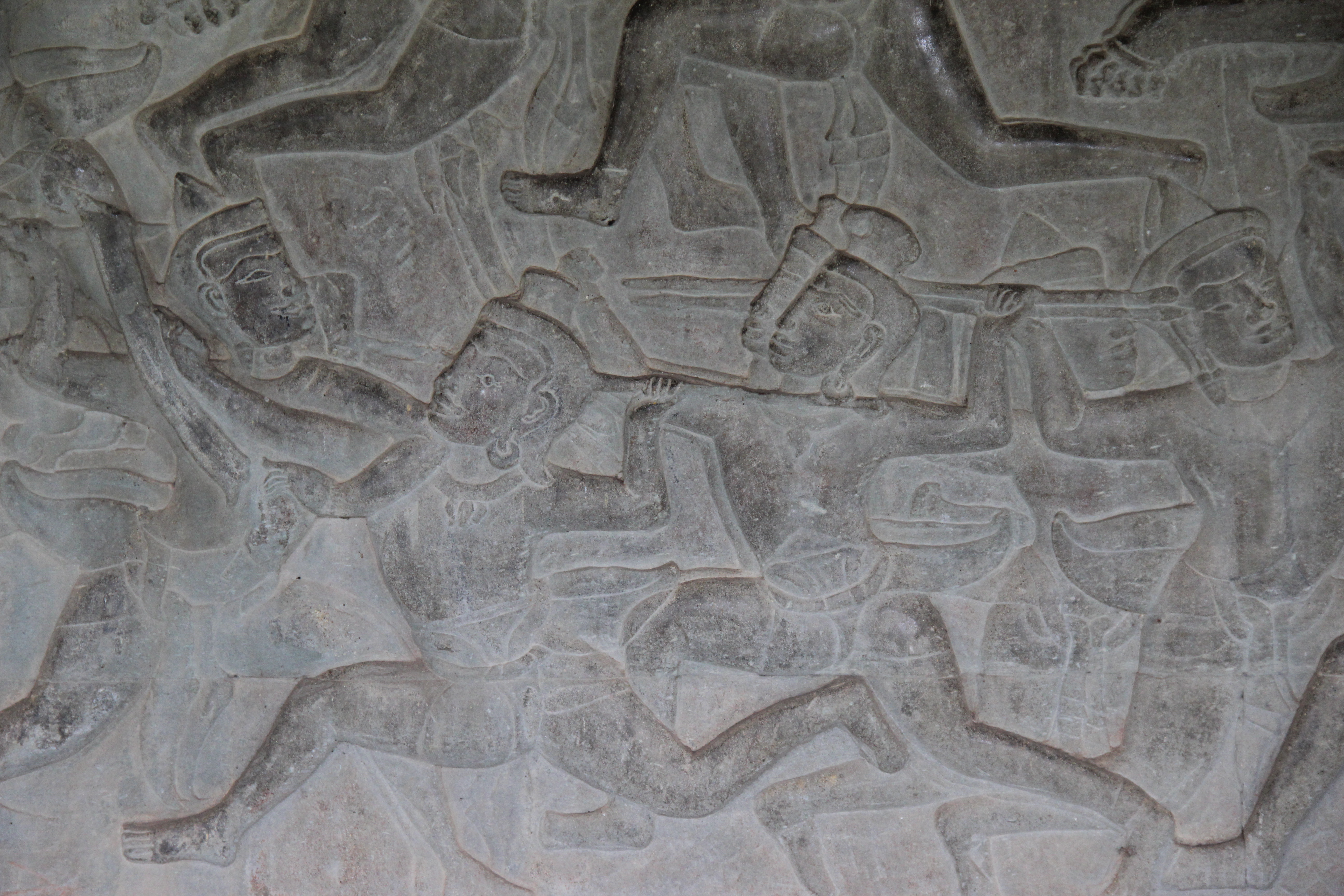
肘打ち、アンコール・ワット、(12世紀)、カンボジア

試合時間は3分5ラウンド制であり、6.1メートル四方の四角いリングの中で試合を行う。ムエタイ同様、試合前にはワイクルーを踊るのと似た儀式が行われ、試合中にはカンボジアの伝統音楽が流れる。選手はボクシング用グローブとトランクスを穿いて闘う。
試合はボクシングやムエタイ同様、KOか判定によって勝敗が決まる。
相手が立った状態でない時の攻撃、ロープをつかむこと、金的、脊髄への攻撃、噛み付きは反則である。